# Peniocereus cuixmalensis
Peniocereus cuixmalensis är en kaktusväxtart som beskrevs av Sánchez-mej. Peniocereus cuixmalensis ingår i släktet Peniocereus och familjen kaktusväxter. Inga underarter finns listade i Catalogue of Life.